# Nancy Moreira
Ivanusa Moreira (Tira-Chapéu, Praia, 1988), mais conhecida por Nancy Moreira é uma pugilista que sagrou-se Campeã Africana de Boxe em 2023.

## Percurso
Nancy ingressou no desporto através do atletismo, passando pelo futsal e futebol 11. Aos 23 anos, descobriu o boxe quando um cunhado a convidou a experimentar a modalidade. Aos 29 anos foi mãe de Eduardo Miguel, fruto da relação com Jorge Silva, seu marido e treinador. 
É atleta da Arena Fight Team, em Portugal e em 2023 sagrou-se Campeã Africana de Boxe, porém a falta de patrocínios fez com que tivesse que recorrer a um empréstimo bancário para poder arcar com os custos da participação na competição.
A pugilista é uma das atletas mais premiadas da sua modalidade. Em 2022 ganhou a medalha de prata no Campeonato Africano de boxe, competição que decorreu em Maputo, Moçambique, somando um total de 93 competições, 82 vitórias e 11 derrotas.
Ocupa o 4.º lugar no ranking mundial e a 2.ª posição em África na categoria 63-66kg.
Voz ativa nas questões de igualdade de género no desporto, Nancy Moreira é uma das embaixadoras da campanha "Igual Igual - Igualdade de género no desporto", que marca a candidatura da cidade de Matosinhos a Capital Europeia do Desporto para 2025.
Integrou o grupo de atletas atletas cabo-verdianos contemplados pela Bolsa da Solidariedade Olímpica para os Jogos Olímpicos de 2024, em Paris.

## Conquistas
| Ano  | Título                                                           | Categoria | Local      |
| ---- | ---------------------------------------------------------------- | --------- | ---------- |
| 2023 | Campeã Africana de Boxe                                          | 63-64 kg  | Camarões   |
| 2022 | PowerList 100 Personalidades Negras Mais Influentes da Lusofonia |           |            |
| 2022 | Medalha de Prata Campeonato Africano de Boxe                     |           | Moçambique |
| 2019 | Medalha de Bronze Africa Games                                   |           |            |